# Bloom (Winx Club)
Bloom là một nhân vật hư cấu trong phim hoạt hình Winx Club, được tạo ra bởi Iginio Straffi. Cô xuất hiện lần đầu trong tập phim "An Unexpected Event", được ra mắt trên kênh Rai 2 của Ý vào ngày 28 tháng 1 năm 2004, là học sinh của trường Alfea, nơi cô trở thành trưởng nhóm của Winx Club. Lúc đầu cô không biết mình là ai nhưng sau này cô biết được cô là Công chúa và là người sống sót cuối cùng của Vương quốc Domino.
Là nhân vật chính, Bloom xuất hiện ở mỗi tập phim và chuyển thể truyện tranh

## Tiểu sử
Bloom sinh ra ở Vương quốc Domino vào ngày 10 tháng 12 là con vua Oritel và hoàng hậu Marion. Nhưng ngay sau khi sinh, hành tinh của cô bị tấn công bởi một nhóm phù thủy kẻ tìm cách chiếm Ngọn lửa Rồng thiêng ở Domino. Trong trận chiến, nền văn minh và dân số Vương quốc bị tiêu diệt. Trong trận chiến quyết sinh cuối cùng, để chắc chắn Ngọn lửa Rồng thiêng không rơi và tay kẻ địch, chị của Bloom, Daphne, đã trao nó cho Bloom và gửi cô bé đến Trái đất.
Mở đầu Mùa 1 là khi Bloom tròn 16 tuổi. Ở Trái đất, Bloom được tìm thấy ở một tòa nhà đang cháy và được Mike cứu. Mẹ nuôi của cô là người bán hoa tên Vanessa. Bloom có cuộc sống bình thường nhưng sức mạnh bí ẩn luôn tiềm ẩn mà cô không nhận ra cô là tiên nữ. Trưởng thành, cô nhận được một món quà: một chú thỏ tên là Kiko, và tìm thấy đối thủ, Mitzi, một cô gái nổi loạn và kiêu ngạo. Một ngày Bloom đi dạo công viên cùng với Kiko và ở đó cô nhìn thấy một nàng tiên đang gặp nguy hiểm Stella.  Bloom không nhận ra mình là tiên nữ và cũng không biết gì về sức mạnh trong cô đã cứu Stella. Sau khi gặp Stella cô phát hiện ra mình có phép thuật và quyết định đi đến Alfea, ngôi trường dành cho tiên nữ dạy phép thuật tốt nhất thế giới phép thuật nơi Bloom thành lập nhóm Winx với bốn cô gái khác: Flora, Stella, Musa, Tecna. Ở mùa 2 Winx có thêm thành viên mới tên là Aisha(Layla).